# Florence Nsubuga
Florence Nakimbugwe Nsubuga (nhũ danh Florence Nakimbugwe), nhưng thường được gọi là Florence Nsubuga, là một nữ doanh nhân và là giám đốc điều hành người Uganda, từ năm 2012, là giám đốc điều hành (COO) của Umeme Limited, công ty phân phối điện lớn nhất ở Uganda, có tên trong danh sách chứng khoán của Sở giao dịch chứng khoán Uganda và trên Sở giao dịch chứng khoán Nairobi. Bà đồng thời là thành viên của ban giám đốc của Umeme, hiệu lực từ tháng 3 năm 2015.

## Bối cảnh và giáo dục
Bà sinh ra ở miền Trung Uganda, vào khoảng năm 1973. Bà theo học trường địa phương để học tiểu học và trung học. Bà có bằng Cử nhân Thương mại (BCom), chuyên về Marketing, từ trường Đại học Makerere vào năm 1996. Bà tiếp tục lấy bằng Thạc sĩ nghệ thuật, trong hoạch định chính sách kinh tế, cũng từ Makerere. Vào tháng 11 năm 2017, bà đã theo học Thạc sĩ Quản trị Kinh doanh (MBA) của Đại học Edinburgh, Scotland. Bà cũng đã trải qua đào tạo cách điều hành từ Trường Kinh doanh Harvard.

## Nghề nghiệp
Bà bắt đầu sự nghiệp vào năm 1996, tại Công ty TNHH Phân phối Điện Uganda (UEDCL), với tư cách là một học viên tốt nghiệp. Khi Umeme mua lại nhượng quyền phân phối điện từ UEDCL, bà đã chuyển sang làm việc cho Umeme. Trong những năm qua, bà được thăng chức cho đến khi được bổ nhiệm vào vị trí COO vào năm 2012. Trên đường lên vị trí lãnh đạo, bà đã phục vụ trong nhiều vai trò khác nhau, bao gồm (a) Quản lý giao hàng (b) Giám đốc khu vực cho Kampala East và (c) Quản lý việc mất điện. Với tư cách là Giám đốc điều hành của Umeme, bà giám sát trực tiếp 600 nhân viên và gián tiếp 1.000 người khác.